# سراب شيان (مقاطعة إسلام آباد غرب)
سراب‌شيان (بالفارسية: سراب‌شیان) هي قرية تقع في قسم شيان الريفي (مقاطعة إسلام آباد غرب) في إيران. يقدر عدد سكانها بـ 400 نسمة بحسب إحصاء 2016.